# (5430) Luu
(5430) Luu (1988 JA1) – planetoida z pasa głównego asteroid okrążająca Słońce w ciągu 3 lat i 233 dni w średniej odległości 2,37 j.a. Została odkryta 12 maja 1988 roku w Palomar Observatory przez Carolyn Shoemaker. Nazwa planetoidy pochodzi od Jane Luu, wietnamsko-amerykańskiej astronom, współodkrywczyni 35 asteroid.